# 吉祥寺プラザ
吉祥寺プラザ（きちじょうじプラザ、Kichijoji Plaza）は、かつて東京都武蔵野市吉祥寺本町1-11-19にあったミニシアター（小規模映画館）。1956年（昭和31年）9月8日に吉祥寺東映劇場として開館し、1997年（平成9年）7月12日に吉祥寺プラザへ改称した。2024年（令和6年）1月31日をもって閉館した。216席の1スクリーンを有していた。経営母体は東興映画。

## 特色
デジタル上映や3D上映に対応している。全席自由席で各回入替制。かつては看板下に手書き看板などが取り付けられていたが、その後は黒字に白抜きゴシック体のロゴとなった。吉祥寺東興ビルの最上階（屋上）は吉祥寺プラザが運営するバッティングセンターとなっている。

## 歴史

### 旧館時代（1956年～1979年）
1956年（昭和31年）9月8日、武蔵野市吉祥寺2061に東映封切館として吉祥寺東映劇場が開館。最初の上映作品は『忍術快男児』『髑髏銭』の二本立だった。東映直営館ではなく東興映画の経営であり、開館時の支配人は荒井直一だった。
日本の映画観客数がピークを迎えた1958年（昭和33年）、吉祥寺には吉祥寺オデヲン、吉祥寺スバル座、吉祥寺東宝、吉祥寺大映、吉祥寺コニー、井の頭松竹、吉祥寺東映、武蔵野映画劇場、吉祥寺名画座の9館の映画館があった。吉祥寺東映では片岡千恵蔵ら主演の時代劇映画や、高倉健主演の任侠映画などが人気を集めた。武蔵野映画劇場（1984年に吉祥寺バウスシアターに改称）は吉祥寺東映劇場の東側の隣接地にあった。

### 吉祥寺東興ビル時代（1979年～）

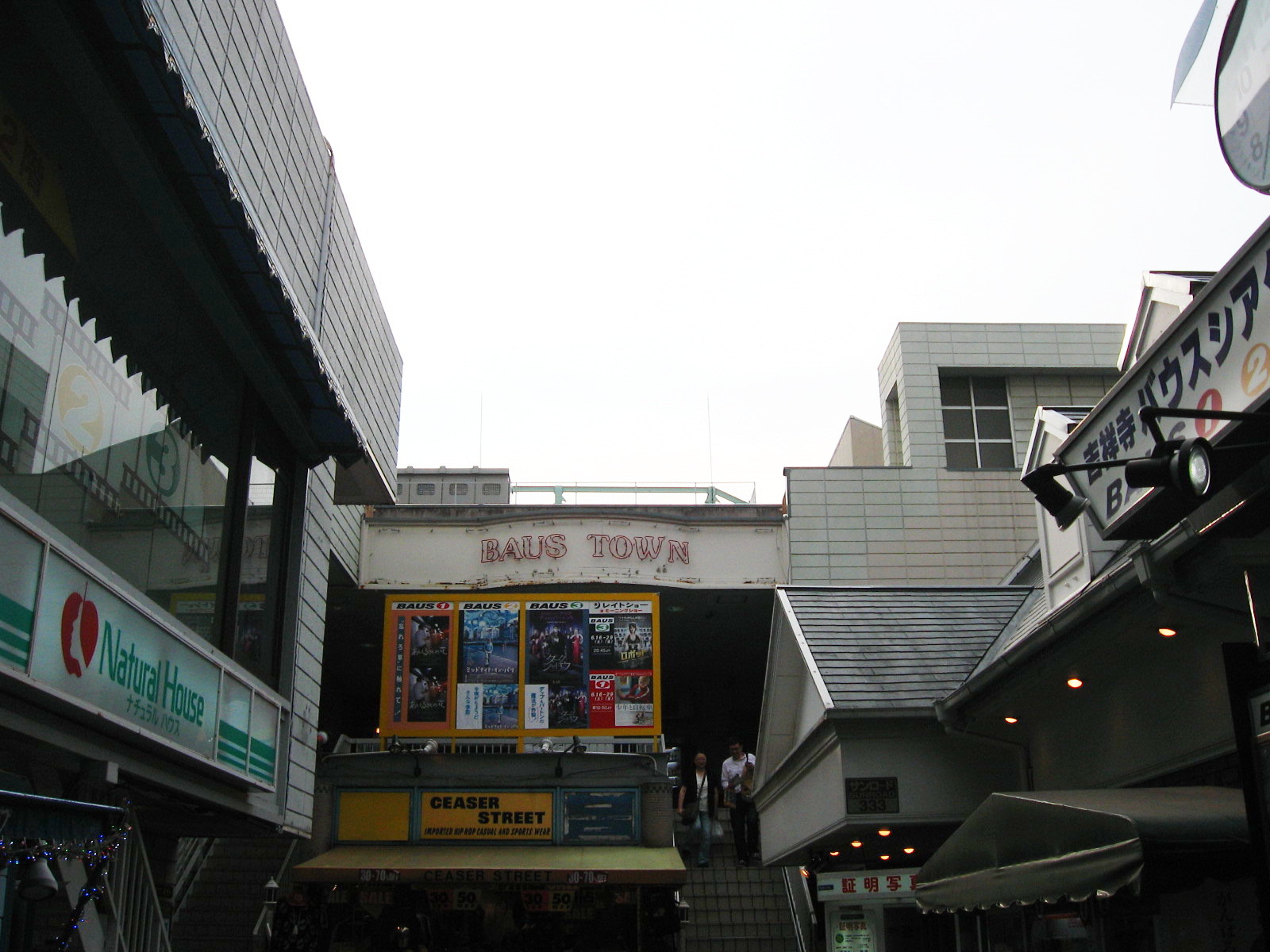
隣接地にあった吉祥寺バウスシアター

1977年（昭和52年）には千葉市の新東宝直営館などを立て直してきた平野一郎が吉祥寺東映劇場の支配人に就任した。1979年（昭和54年）5月には現在の吉祥寺東興ビルが竣工し、吉祥寺東映劇場は吉祥寺東興ビル内に移った。平野はアニメの時代が訪れることを予想してアニメーション映画に力を入れ、国鉄中央本線沿線の荻窪駅から国分寺駅までの周辺などで割引券を配った。
平野の知人の東宝映画関係者が吉祥寺における『もののけ姫』（宮崎駿監督）の上映先に困っていたことから、東映本社など各所に根回しをしたうえで1997年（平成9年）7月12日には吉祥寺プラザに館名を変更し、東宝作品である『もののけ姫』を上映。前日まで東映『失楽園』（森田芳光監督）で満員御礼を出していたため、この決断は業界を驚かせたという。『もののけ姫』は21週間にわたるロングラン上映となり、吉祥寺プラザのみで1億5000万円もの興行収入を記録した。その後は映画配給元の縛りを受けない独立系映画館となったが、以降も東宝系アニメーション作品を積極的に上映した。
同じく東興映画が経営していた三軒茶屋東映は、名画座としてリニューアルして三軒茶屋シネマに改称した後、2014年（平成26年）7月22日に閉館した。

### 閉館
2020年（令和2年）に放送されたテレビアニメ『呪術廻戦』第1期では、吉祥寺プラザの外観をモデルとする映画館「キネマシネマ」が登場し、聖地巡礼に訪れるアニメファンも多く見られた。
館内設備の老朽化による大規模改修に充当する収益の確保を見込めないとして、2024年（令和6年）1月31日をもって閉館。最終プログラムは『君たちはどう生きるか』と『もののけ姫』だった。